# Eko Rimbawan
Eko Rimbawan (* 29. Juli 1995) ist ein indonesischer Leichtathlet, der sich auf den Sprint spezialisiert hat.

## Sportliche Laufbahn
Erste internationale Erfahrungen sammelte Eko Rimbawan bei den Südostasienspielen 2017 in Kuala Lumpur, bei denen er mit der indonesischen 4-mal-100-Meter-Staffel in 39,05 s die Silbermedaille gewann. 2018 nahm er erstmals an den Asienspielen in Jakarta teil, wurde dort im 200-Meter-Lauf disqualifiziert und gewann mit der indonesischen Stafette in 38,77 s die Silbermedaille hinter dem Team aus Japan. Im Jahr darauf schied er bei den Asienmeisterschaften in Doha mit der Staffel mit 39,96 s im Vorlauf aus. Auch bei den World Relays in Yokohama gelangte er in 39,39 s nicht bis in das Finale. Im Juli schied er bei der Sommer-Universiade in Neapel mit 10,67 s im Vorlauf aus. Anfang Dezember gelangte er bei den Südostasienspielen in Capas in 21,22 s auf den fünften Platz und gelangte mit der Staffel in 40,12 s auf Rang vier. 2022 wurde er dann bei den Südostasienspielen in Hanoi in 21,76 s Achter über 200 Meter und gelangte mit der Staffel mit 39,65 s auf Rang vier.
2019 wurde Rimbawan indonesischer Meister im 200-Meter-Lauf.

## Persönliche Bestzeiten
- 100 Meter: 10,48 s (+2,0 m/s), 7. Juni 2019 in Chongqing
- 200 Meter: 21,22 s (0,0 m/s), 7. Dezember 2019 in Capas